# Halecium crinis
Halecium crinis är en nässeldjursart som beskrevs av Eberhard Stechow 1913. Halecium crinis ingår i släktet Halecium och familjen Haleciidae. Inga underarter finns listade i Catalogue of Life.